# UIN
UIN is de afkorting van Unique Identification Number.
UIN werd voor het eerst gebruikt door Mirabilis ICQ. Het is een identificatienummer dat de gebruiker krijgt wanneer hij zich registreert bij het ICQ-netwerk. De UIN is het enige aan de gebruikersinstellingen dat niet gewijzigd kan worden.
De nummering is sequentieel en was in 2007 al ver boven 300.000.000.